# Liste der Einträge im National Register of Historic Places im Anoka County

Lage des Anoka County in Minnesota

Die Liste der Einträge im National Register of Historic Places im Anoka County in Minnesota führt alle Bauwerke und historischen Stätten im Anoka County auf, die in das National Register of Historic Places aufgenommen wurden.

## Legende
| NRHP | Historic Place    |
| HD   | Historic District |

## Aktuelle Einträge
| [ 2 ] | Name                                     | Bild                                     | Eintragsdatum        | Lage                                                                           | Ort         | Beschreibung |
| ----- | ---------------------------------------- | ---------------------------------------- | -------------------- | ------------------------------------------------------------------------------ | ----------- | --- |
| 1     | Anoka Post Office                        | Anoka Post Office                        | 1979 ID-Nr. 79001180 | 300 East Main Street 45° 11′ 51,6″ N, 93° 23′ 12,7″ W                          | Anoka       | 1916 im georgianischen Stil errichtetes Postamt |
| 2     | Anoka-Champlin Mississippi River Bridge  | Anoka-Champlin Mississippi River Bridge  | 1979 ID-Nr. 79001181 | US 52 45° 11′ 30,5″ N, 93° 23′ 42,9″ W                                         | Anoka       | 1929 errichtete Stahlbetonbrücke |
| 3     | Banfill Tavern                           | Banfill Tavern                           | 1976 ID-Nr. 76001044 | 6666 East River Road 45° 5′ 20,6″ N, 93° 16′ 36,7″ W                           | Fridley     | 1847 im Stil des Greek Revival errichtete Taverne, aus dem sich später ein Resort entwickelte; heute Gebäude für ein gemeinnütziges (non-profit) Kunstzentrum |
| 4     | Carlos Avery Game Farm                   | Carlos Avery Game Farm                   | 1991 ID-Nr. 91000977 | 5463 West Broadway 45° 17′ 17,9″ N, 93° 7′ 46,3″ W                             | Columbus    | Wildtierreservat mit elf im Jahr 1935 im Colonial Revival-Stil errichteten Gebäuden                                                                           |
| 5     | Colonial Hall and Masonic Lodge No. 30   | Colonial Hall and Masonic Lodge No. 30   | 1979 ID-Nr. 79001182 | 1900 3rd Avenue, South 45° 11′ 49,3″ N, 93° 23′ 12,2″ W                        | Anoka       | 1904 im georgianischen Stil errichtetes Gebäude und Freimaurertempel                                                                                          |
| 6     | Crescent Grange Hall No. 512             | Crescent Grange Hall No. 512             | 1979 ID-Nr. 79001190 | Typo Lake Road 45° 23′ 3,7″ N, 93° 5′ 59,7″ W                                  | East Bethel | 1882 errichtetes Gebäude |
| 7     | District No. 28 School                   | District No. 28 School                   | 1979 ID-Nr. 79001188 | 14100 St. Francis Boulevard, Northwest 45° 13′ 36,9″ N, 93° 23′ 55,1″ W        | Ramsey      | 1892 errichtete Landschule |
| 8     | Jackson Hotel                            | Jackson Hotel                            | 1978 ID-Nr. 78001525 | 214 Jackson Street 45° 11′ 54,7″ N, 93° 23′ 18,8″ W                            | Anoka       | 1884 errichtetes Hotel |
| 9     | Porter Kelsey House                      | Porter Kelsey House                      | 1979 ID-Nr. 79001186 | 14853 North 7th Avenue 45° 14′ 26,6″ N, 93° 22′ 37,4″ W                        | Andover     | 1887 im Italianate-Stil errichtetes Wohnhaus eines Unternehmers                                                                                               |
| 10    | Kline Sanatarium                         | Kline Sanatarium                         | 1979 ID-Nr. 79001187 | 1500 South Ferry Street 45° 11′ 35,3″ N, 93° 23′ 35,8″ W                       | Anoka       | 1902 errichtetes erstes Krankenhaus von Anoka |
| 11    | H. G. Leathers House                     | H. G. Leathers House                     | 1979 ID-Nr. 79001192 | 22957 Rum River Boulevard 45° 23′ 9,6″ N, 93° 21′ 31,3″ W                      | St. Francis | 1883 im viktorianischen Stil errichtetes Wohnhaus eines Geschäftsmannes                                                                                       |
| 12    | Richardson Barn                          |                                          | 1979 ID-Nr. 79001191 | 22814 Sunrise Road, Northeast 45° 22′ 57″ N, 93° 2′ 49″ W                      | East Bethel | 1870 errichtete Scheune |
| 13    | Riverside Hotel                          | Riverside Hotel                          | 1979 ID-Nr. 79001193 | 3631 Bridge Street 45° 23′ 14,1″ N, 93° 21′ 31,1″ W                            | St. Francis | 1860 errichtetes Wohnhaus für die Beschäftigten eines Sägewerkes                                                                                              |
| 14    | Shaw-Hammons House                       | Shaw-Hammons House                       | 1979 ID-Nr. 79001183 | 302 Fremont Street 45° 11′ 51,8″ N, 93° 23′ 42,8″ W                            | Anoka       | 1854 im Stil des Greek Revival errichtetes Gebäude |
| 15    | Sparre Barn                              | Sparre Barn                              | 1980 ID-Nr. 80001935 | 20071 Nowthen Boulevard 45° 20′ 4,8″ N, 93° 28′ 9,4″ W                         | Nowthen     | 1924 errichtete Rundscheune |
| 16    | Swedish Evangelical Lutheran Church      | Swedish Evangelical Lutheran Church      | 1979 ID-Nr. 79001189 | 2200 Swedish Drive, Northeast 45° 17′ 36,9″ N, 93° 12′ 44″ W                   | Ham Lake    | 1872 frame neugotischen Stil errichtete Kirche schwedischer Einwanderer                                                                                       |
| 17    | Heman L. Ticknor House                   | Heman L. Ticknor House                   | 1979 ID-Nr. 79001184 | 1625 3rd Avenue, South 45° 11′ 37,8″ N, 93° 23′ 17,9″ W                        | Anoka       | 1867 im neugotischen und im Queen Anne-Stil errichtetes Gebäude                                                                                               |
| 18    | Windego Park Auditorium/Open Air Theater | Windego Park Auditorium/Open Air Theater | 1980 ID-Nr. 80001934 | Zwischen South Ferry Street und dem Rum River 45° 11′ 50,3″ N, 93° 23′ 35,7″ W | Anoka       | 1914 errichtete Freilichtbühne |
| 19    | Woodbury House                           | Woodbury House                           | 1979 ID-Nr. 79001185 | 1632 South Ferry Street 45° 11′ 41,7″ N, 93° 23′ 35,6″ W                       | Anoka       | 1857 im Federal und im Greek Revival-Stil errichtetes Wohnhaus                                                                                                |